# Romanos Meloden

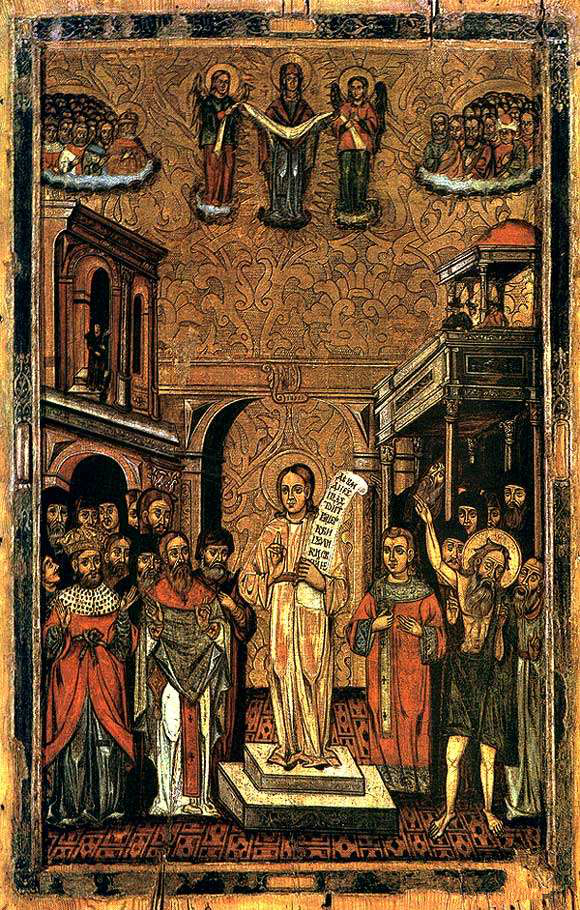
Ikon föreställande Romanos Meloden.

Romanos (med tillnamnet Meloden/Melodos (Sångaren)), född i Emesa (Homs) i Syrien, avliden efter år 555, var en bysantisk hymndiktare, kallad "den rytmiska skaldekonstens Pindaros".

## Biografi
Romanos föddes i Emesa i Syrien, men levde i Konstantinopel under kejsar Anastasios I (kejsare åren 491-518). I Konstantinopel hade han prästerlig anställning, då han fick en uppenbarelse i sömnen: den heliga Jungfrun befallde honom att svälja en pappersrulle. Dagen därefter, juldagen, steg han upp på predikstolen i Kyroskyrkan och reciterade sin ryktbara hymn om Kristi födelse. Romanos anses ha författat mer än 1 000 hymner angående kyrkofesterna, helgon, yttersta domen, påsk- och pingsthymner med mera. Romanos var den östromerska periodens störste skald och en av alla tiders största hymndiktare. De kvarvarande hymnerna är utgivna av kardinal Petra och Karl Krumbacher.
Av 83 bevarade hymner anses 60 vara äkta. Romanos julhymn har översatts till svenska av Hjalmar Gullberg i Sången om en son.